# Icon of Coil
Icon of Coil es un grupo noruego de futurepop y EBM. La banda surgió como un proyecto solista de Andy LaPlegua quien se unió al fundador de Sector 9 (actualmente en Monitor y Zombie Girl) Sebastian Komor para tocar en vivo. Con el lanzamiento de Shallow Nation, el primer sencillo de la banda, Komor se unió por tiempo completo a la banda. En el 2000 Christian Lund se unió a la formación en vivo. En ese mismo año fue lanzado el disco debut de la banda, Serenity Is the Devil, que trepó al puesto número uno en DAC (Deutsche Alternative Charts). Poco después Lund se convirtió en un miembro estable de la banda.

## Historia

### Formación
En 1997 Andy LaPlegua comenzó con el proyecto, Icon of Coil, que fue en un principio concebido sobre la base de un logo, diseño gráfico y música. La música rápidamente se convirtió en la parte más importante del concepto y LaPlegua invitó a Sebastian Komor, quien había trabajado antes en el proyecto Sector 9 (ahora conocido como Moonitor) en 1996, para trabajar con él como un miembro para tocar en vivo. Después del lanzamiento de "Shallow Nation", Seb se convirtió en un miembro permanente.

### Shallow Nation (2000)
Shallow Nation, lanzado a comienzos del 2000, agotó las primeras mil copias después de solo dos semanas, lo que resultó en un acuerdo con el sello noruego Tatra Records. Al mismo tiempo Tatra Records lanzó la compilación Sex, Goth and Electronics, en la cual Icon of Coil contribuyó con una versión exclusiva de su tema "Repeat It".
La audiencia parecía disfrutar el sonido melódico y energético de IOC, fusionado con la hipnótica voz de Andy y la banda fue creciendo y volviéndose exitosa. One Nation Under Beat debutó en el Top 20 del DAC-Chart (Deutsch Alternative Chart), permaneció 8 semanas llegando a ocupar el puesto 3.

### Serenity is the Devil (2000-2001)
Después del lanzamiento del primer álbum completo Serenity Is the Devil en noviembre del 2000, que alcanzó el número 3 en el DAC-chart, la banda fue a Alemania junto con Beborn Beto, la audiencia le respondió bien a IOC y tuvo muy buenas críticas de su álbum debut ganándose un lugar en la escena Synth/Industrial.
Después de poco, el álbum cruzó el Atlántico y fue lanzado en Norteamérica por Metropolis Records. El 29 de marzo de 2001, la banda voló a Chicago y luego de una ciudad a otra, dormían en hoteles y a veces en las casas de sus promotores. La canción "Situations Like These" que luego aparecería en el EP Seren fue tocada en vivo por primera vez para una increíblemente entusiasta audiencia, lo que hizo de la gira un gran éxito. Después de tocar en Slimeligth y Astoria II (Electrofest) en Londres, los miembros tuvieron un corto receso antes de enfrentar el festival Filled Summer en Europa.

### The Soul Is in the Software (2002)
Durante las giras, la banda encontró tiempo para escribir material para su segundo álbum, The Soul is in The Software, que fue lanzado en abril del 2002 y permaneció como número 1 en el DAC-Chart por varias semanas, IOC luego tocó en 2 festivales más: The Dark Jubilee Festival en Londres, y más tarde en el Sunday headliner for Synthpop Goes the World en Toronto, Canadá.
El verano terminó con un exitoso show en Leipzig, Alemania, en la Wave-Gothic Treffen. Los siguientes festivales en que se presentaron fueron CSD, Zillo Festival, Xtreaktor Festival, Eurorock, Infest y terminaron en M'era Luna.
Situations Like These se convirtió en un gran hit y la banda estaba lista para una segunda gira (esta vez en un Bus Turístico Nocturno) en Norteamérica con VNV Nation. La gira comenzó en Chicago el 16 de noviembre, IOC, VNV Nation y el resto de las bandas continuaron hacia Canadá pasando por Hollywood, donde hicieron su decimoquinto show en frente de cerca de 900 personas en el Palace. El tour de 4 semanas terminó en Edmonton, Canadá, con un gran show y una enorme fiesta.

### Machines Are Us (2004) - Uploaded And Remixed (2004)
En el 2004, su tercer álbum, Machines Are Us, continuaron con golpes repetitivos y duros, letras con empatía, melodías que sonaban como himnos y sonidos limpios de sintetizador. Con cuidado de no ser desplazados u olvidados, Icon of Coil lanzó su álbum de remixes Uploaded And Remixed al final del 2004, que incluyó nuevos remixes de canciones de sus primeros 2 trabajos y 2 tracks exclusivos.

## Discografía
- Shallow Nation (MCD) (2000)
- Serenity Is the Devil (2000)
- Seren EP (2001)
- Access and Amplify (MCD) (2002)
- The Soul Is In The Software (2002)
- Android (MCD) (2003)
- Machines Are Us (2004)
- Machines Are Us (2CD) Edición limitada (2004)
- UploadedAndRemixed (2004)
- UploadedAndRemixed / Shelter (2CD) Edición limitada (2004)

## Bandas relacionadas
- Combichrist
- Theatre of Tragedy
- Panzer AG
- Zombie Girl